# カルタグラ 〜ツキ狂イノ病〜
『カルタグラ 〜ツキ狂イノ病〜』（カルタグラ ツキくるイノやまい）は、2005年4月28日にInnocent Greyより発売されたアダルトゲーム。同年12月15日にはKIDよりPlayStation 2用『カルタグラ 〜魂ノ苦悩〜』（カルタグラ たましいノくのう）が発売された。CEROはDで、新規のイベント、グラフィック、エンディング、主題歌を追加している。また、2009年には同名の18禁OVAが発売された。
2023年4月28日に『カルタグラ 〜ツキ狂イノ病〜《REBIRTH FHD SIZE EDITION》』が発売された。
「カルタグラ (Cartagra)」とは、フレッド・ゲティングズによると、『魔女術の発見』（1584年）を著した16世紀イングランドの地方地主レジナルド・スコットが「煉獄 (purgatory)」の代わりに使用した言葉で、“魂の苦悩”を意味するという。

## システム
Innocent Greyのデビュー作である本作は、昭和26年の東京を舞台に、殺人事件を追う私立探偵がある一族の愛憎劇に巻き込まれる様子を描いたテキスト形式のアドベンチャーゲーム。
事件の概要はいくつかの正統なエンディングを迎えることによってわかる仕組みとなっており、トゥルーエンドでは事件の全貌が描かれる。
ディレクター兼原画の杉菜水姫がgalge.comに語ったところによると、「フラグが複雑なので最初から狙ったエンディングに辿りつくのは難しいかもしれませんね。」とのことであり、初回テストプレイでバッドエンドを迎えてしまったと振り返っている。
ゲーム内では犯人の視点から描かれたシナリオが時折展開される。
また、シナリオ上の特徴として、百合を思わせる描写が含まれている。

## あらすじ
舞台は終戦から6年が過ぎた日本の上野。探偵の高城秋五の元にかつての上司である有島一磨が一つの依頼を持ちこむ。
「逗子の良家息女が失踪」。娘の父親は、娘の捜索を警察官である有島一磨に依頼する。これまでにも有島一磨から仕事を紹介されていた彼からすればなんてことのない依頼である。捜索する人物を除けば。捜索対象は上月由良。高城秋五がかつて逢瀬を交わした娘であった。そして戦争と同時に別れを告げた相手。依頼主が待つ逗子に到着すると、上月 由良の妹である上月 和菜から姉の捜索を懇願される。だが、父親の上月慶一郎は密かに高城秋五に告げる。「あの娘は、本当は死んでいるんですよ……」と。
その頃、上野で頻繁に発生する事件に、警察は頭をかかえていた。事件の発端は川からあがった一人の少女の死体。少女はバラバラに切り刻まれた状態で発見される。警察が事件の糸口をつかめぬまま犯行は連続して起き、死体を切り刻む手口は鮮やかに、そして常軌を逸していく。それを指し示すかのように、以前よりも綺麗に切断された死体が、子宮を食いちぎられた状態で発見される。
交差する2つの事件。戦争の跡が残る上野を舞台に惨劇の幕が開く。

## 登場人物

### 主要人物
高城 秋五（たかしろ しゅうご）
声：機知通（アニメ版、《REBIRTH FHD SIZE EDITION》）
本作の主人公。
終戦後に警察官となるが、とある事件をきっかけに退職。警察を退職後は、上野にある遊郭「雪白」に居候をして探偵業を営んでいる。
あまり親しくない人間に対しては憮然とした態度をとるが、親しい人間には笑みをみせるなど優しい一面をもっている。また、正義感が強いために、必要以上に事件の被害者や依頼者に感情移入してしまう場面もみられ、それが警察を辞めた一つの要因となっている。
物語序盤にて、警察官時代の上司である有島警部に持ち込まれた依頼を受けて、かつて逢瀬を交わした上月 由良の捜索を複雑な感情を抱えたまま開始する。
上月 和菜（こうづき かずな）
声：秋城柚月
上月慶一郎の次女であり、上月由良の双子の妹。
数年前、父に反発して、父方の実家である逗子から母方の実家がある上野へ移り住み、現在は上野で舞台女優として活動している。
誰にでも分け隔てなく接し、どのような時にも明るさを絶やさないため、初対面の人間であれ直ぐに打ち解けることができる。
母方の実家から戻ってきた際、姉である上月 由良が失踪していたことを知り、父である上月慶一郎に姉を探すよう嘆願する。
なお、貧乳であることを気にしている。
上月 由良（こうづき ゆら）
声：秋城柚月
上月 慶一郎の長女であり、上月 和菜の双子の姉。
戦前、逗子で偶然であった高城 秋五と出会い恋に落ちるが、まもなく戦争が始まり、高城 秋五に赤紙（出兵命令書）が届いたため、否応無く二人は別れてしまう。
目が見えず、とある理由から周囲の人間や、家族である父にさえ疎まれていたため、人を信じることができないでいたが、偶然出会った高城 秋五はそんな自分に分け隔てなく接してきったことから、彼を信頼し、そして愛するようになる。
妹の和菜も彼女を慕ってはいたが、余りにも境遇に差を付けられた由良にとっては忌むべき存在でしかなく、和菜に心を開くことは無かった。
高城 秋五と別れて数年後、謎の失踪を遂げることにより、複雑に絡まった愛憎入り乱れる事件の引き金を引くことになる。
初音（はつね）
声：雅姫乃
遊郭「雪白」で下働きをしている少女。
戦争で身寄りをなくしたところを、雪白の女将である雨雀に引き取られた。雪白では食膳の運びや、高城 秋五の世話を主に行っている。
おとなしい儚げな容姿をしているが、芯は強く、しっかりとした性格をしている。床につまづいて、運んでいる食膳を落とすなど少々ぬけた所があり、それを乙羽に咎められる場面もみられている。
自分に優しくしてくれる高城 秋五に恋心を抱いているが、口にだせずにいる。
高城 七七（たかしろ なな）
声：一色ヒカル
高城秋五の妹。上野にある私立華陽学園に通う女学生。ボーイッシュな口調で喋る。
知識は広く思慮深いが、自分が興味を持つことには周囲の制止を無視して没頭してしまうため、高城 秋五の悩みの種となっている。また、兄である高城 秋五に肉親以上の愛情を抱いており、兄の愛情を得るためならば手段をいとわない節がある。
上野の連続怪死事件に興味をもち、兄の制止も聞かずに捜査を開始する。

### サブキャラクター
蒼木 冬史（あおき とうじ）
声：森井花音
上野界隈を拠点とする組織「死の腕」の用心棒であり、幹部を務めている女性。
高城 秋五が警察に勤めていた時に、ふとした縁から知り合う。以後、高城 秋五と親交を重ね、高城秋五が受ける依頼に力を貸している。左腕を欠くという身体的ハンディキャップがありながらも、驚異的な身体能力を誇る。
冷徹な一面を持ちながら、母性にあふれた女性であり、高城秋五には女性らしい一面をみせることもある。また、用心棒という仕事には似つかず、家事を得意としている。
上月 由良の捜索の協力を秋五に頼まれ、捜索に手を貸すことになる。
雨雀（うじゃく）
声：奥田香織
遊郭「雪白」の女将。
元々は吉原の遊女であったが、現在は引退して「雪白」の経営を行っている。また、「雪白」に来る客から得られる情報を利用して、情報屋も営んでいる。
仕事に対しては厳しい姿勢をみせるものの面倒見はいいため、店で働いている女性達からは慕われているほか、上野の娼館の元締めを任されている。
後に、上野連続殺人事件で「雪白」の女性が殺害されたことにより、高城秋五に犯人の捜索を依頼する。
凛（りん）
声：吉沢悠亜
遊郭「雪白」で働く女性。
娼婦という暗い身の上を感じさせない明るさを持っている。高城秋五へ好意を抱くものの、自分が娼婦である身の上から、冗談交じりに伝えてしまうため、秋五から本気ととられず、二人の仲は進展しない。
綾崎 楼子（あやさき たかこ）
声：井村屋ほのか
高城七七を親友と慕い、彼女と同じく私立華陽学園に通う良家の女学生。
幼い頃、当時警察官だった秋五と出会っており、それ以来ずっと恋心を抱いている。
良家のお嬢様である為か、世間知らずで、おっとりとした面がみられるが、思い切った言動をとることもある。
後に、七七を通して秋五との再会をはたす。
祠草 時子（しぐさ ときこ）
声：緋倉怜
宗教団体・千里教の幹部。
千里教の幹部として、上野で千里教の布教活動や、顔を出すことができない教主に代わり、千里教への入信希望者との謁見を行っている。
無口で物静か、不思議な雰囲気の女性であり何を考えているかを窺い知ることは出来ない。
上野殺人事件で容疑者として、一度は警察に拘留される。
実は世界観を共有する『虚ノ少女』のヒロイン・茅原雪子の腹違いの姉にあたる女性でもある。
乙羽（おとは）
声：北都南（アニメ版では茶谷やすら）
遊郭「雪白」で働く女性。
戦時中、過ちを犯して路頭に迷っていた所を雨雀にひろわれる。「雪白」では仕事に厳しく、下働きで働いている初音などには辛くあたっている。
同年代であるためか、同じく「雪白」で働く凛とは仲が良く、一緒に買い物などに出かけている。
最近では、自分の妹分である芹と小雪が、妙な宗教にはまりだしたことを心配している。
小雪 / 芹（こゆき / せり）
声：北都南 / サトウユキ
遊郭「雪白」で働く双子の少女。
「雪白」で働く乙羽の妹分となるが、雨雀曰く、あまり仕事には向いていないようである。
姉の小雪は強気、妹の芹は内向的な性格で、親しくない人間には敵意をむき出しにすることもある。
最近は千里教にのめり込むようになり、「雪白」での業務に支障が出ている。
深水 薫（ふかみず かおる）
声：サトウユキ（アニメ版では野々村紗夜）
私立華陽学園内の教師。
カトリック系の学園のため、シスターの衣装を身に着けている。信心深く、口調は丁寧である。
お嬢様が通う学校であるためか、生徒の送り迎えに馬車が用意されており、彼女が御者をする場合もある。
有島 一磨（ありしま かずま）
声：嶋和成
警視庁の刑事であり、階級は警部。
高城秋五とは戦時中からの付き合いであり、警察官時代の上司でもあった。高城 秋五の能力を高くかっており、高城秋五が警察を辞めてからも仕事の世話をしている。
常に冷静さを忘れず、事件の加害者に対しても情をみせる一面からも、彼の為人がうかがえる。
彼が、上月慶一郎からの依頼を高城秋五に紹介した事により、高城秋五は舞台へと足を踏み入れることになる。
赤尾 生馬（あかお いくま）
声：ZEN
上月 和菜の所属する劇団の美術監督。
今、上野で開催される予定の舞台で、美術監督を務める新進気鋭の芸術家。常に柔和な笑みを浮かべる優男であり、物腰の柔らかな口調で話す。
上月和菜に対して好意を抱いているような言動をする。
八木沼 了一（やぎぬま りょういち）
声：原田友貴
上野署の刑事であり、有島一磨の部下にあたる男。
高城 秋五が警察を辞めると、入れ替わるように刑事課に配属されてくる。警察署の人間から、高城秋五の退職の理由を聞いている為か、はたまた高城秋五と自分とを比べられていた為か、高城秋五には良い感情を抱いていない。
性格は冷酷、そして利己的であり、自分の出世のためならばどのような手段もいとわない。捜査に感情をはさまず、出世のことだけを考えていることから、ある意味では警察らしい警察ともいえる。
上野連続殺人事件が発生してからは、捜査に奔走している。

## スタッフ
- プロデューサー：杉本晃志郎
- シナリオ：飯田和彦
- 原画、総監督：杉菜水姫
- グラフィック：simo氏
- プログラム：公魚
- 音楽：Little Wing
- ムービー製作：WINFANWORKS

## 主題歌
- PC版「恋獄」
  - 作詞：六浦館／作曲・編曲：MANYO／歌：霜月はるか（コーラス：真理絵）
- PS2版「LUNA」
  - 作詞：六浦館／作曲・編曲：MANYO／歌：霜月はるか

## アダルトアニメ
カルタグラ〜ツキ狂イノ病〜（ミルキーピクチャーズ）
- 第一夜、第二夜まで製作されている。2015年には1本にまとめたCOMPLETE EDITIONが発売された[7]。

- エンディング「恋獄」
  - 作詞：六浦館／作曲・編曲：MANYO／歌：霜月はるか（コーラス：真理絵）

### 各話リスト
| 話数（巻） | 発売日        |
| ---------- | ------------- |
| 第一夜     | 2009年4月25日 |
| 第二夜     | 2009年6月25日 |

## 関連商品
- ハーヴェストノベル カルタグラ（上）、（下）（ハーヴェスト出版）
  - 著者：水崎陸月
- カルタグラ オフィシャルファンブック（宙出版）
- カルタグラ Art Works「Disorder」（コミックマーケット68にて販売）
- カルタグラ Preview book「PURGATORY」（CharaFes+で販売。のちに公式サイトでもデータ配信。）
- サントラCD「Manie」（コミックマーケット68にて販売）
  - イメージソングとして霜月はるかの歌う「硝子の月」が収録されている。
- 恋獄匣
  - オルゴール、楽譜集、名刺ケース（上月由良の柄）、テレホンカード、サントラCD「Manie+」のセット。
  - 「Manie+」には新曲2曲を収録している。

## 制作

### 背景・企画
杉菜は、ファミリーレストランで袴を履いた人物を見たことがきっかけで袴を描くことに興味を抱いていた。
また、杉菜は京極夏彦の小説を愛読しており、京極のような世界観のミステリー作品を作ることに興味を抱いており、ユーザーからも京極の作品のようなイメージの作品を作ってほしいという要望が寄せられていたため、本作の企画がたてられることとなった。
本作の開発には杉菜がつてを使って集めた人材がそろっており、たとえば本作のグラフィッカーのsimo氏は、杉菜が原画を務めた『英才狂育』（九頭龍）に参加していた人物である。

### 開発
杉菜は、映画的表現を取り入れたアドベンチャーゲームを目指して本作を開発したとgalge.comとのインタビューの中で述べており、主人公の立ち位置が事件の中心近くである点が一般的な推理ものとは異なると話している。
本作の開発にあたり、杉菜は季節感やコントラストを重視した。また、杉菜は時代背景に合わせ、色の塗り方を水彩調にした。
一方で、杉菜は本作の目玉である猟奇描写の度合いについて悩み、一時は当時の業界の規制や社会情勢を考慮したうえで、よりソフトにしようかとも考えたが、最終的にはきれいな感じの表現にすることにした。
杉菜はgalge.comとのインタビューの中で、「元々、そういうのが好きだったので、結構ノリノリで描きました。どういうふうに描いたらエグくみえるのかとかを研究しながら（笑）。 」と振り返っている。
また、プレイヤーがストーリーをより深く楽しめるようにするため、物語の視点が犯人やヒロインのものに切り替わる仕掛けが施された。

### 音響
音楽は、LittleWingが担当した。
杉菜はgalge.comとのインタビューの中で、LittleWingを昔から好んでいたと話しており、「元々LittleWingさんは民族音楽や和風な感じの音楽が得意なのでバッチリ合ました。特に問題も無くこちらの思った通りの楽曲を作っていただけました。」と振り返っている。
犯人側の視点でわずかに入る主人公の声は、序盤から出てくるたこ焼き屋の親父役の声優が兼任した。